# 孫偉 (成化進士)
孫偉（1434年—？），字廷彥，浙江秀水縣人，明朝政治人物。進士出身。

## 生平
雲南鄉試第四名。成化二年（1466年）丙戌科會試第八十七名，殿試登進士第三甲第一百四十二名。

## 家族
曾祖孫瓊。祖父孫斌。父亲孫麟。